# Esmée de La Bretonière
Pour les articles homonymes, voir Bretonnière.
Esmée de La Bretonière, née à Amsterdam le 12 avril 1973, est une actrice néerlandaise

## Biographie
Elle est la fille du fabricant amstellodamois de chaussures et de sacs à main Fred de la Bretonière.
Esmée de La Bretonière a suivi des cours d'art dramatique au Conservatoire royal d'Anvers et à l'Académie de théâtre et de danse d'Amsterdam.
Elle a fait ses débuts en 1991 à l'âge de 17 ans aux côtés de Monique van de Ven dans le film Xangadix de Rudolf van den Berg.
Elle a également été mannequin de mode.
Dans The Delivery de Roel Reiné, elle tient le rôle de la compagne d'un gangster. Elle a participé, un temps, à la sitcom Goudkust.
Elle est, avec Pierre Bokma, l'actrice principale de la série télévisée Le Tropique de l'émeraude (De gordel van smaragd) en 1997.
À partir de 2009, elle joue dans la série télévisée Voetbalvrouwen.

## Filmographie
- 1992 : Xangadix (De Johnsons) de Rudolf van den Berg
- 2018 : Mannen van Mars de Hans Somers